# 제주 해군기지 건설 문제
제주 해군기지 건설 문제는 제주특별자치도 서귀포시 강정마을에 대한민국 국방부가 주도하는 제주민군복합형관광미항과 관련된 논란이다. 2007년 대한민국 해군과 정부는 2014년까지 1조 300억원을 투입해 전투함 20여 척과 15만톤급 크루즈선 2척이 동시에 정박할 수 있는 45만제곱미터의 건설 계획을 내놓은 바 있다. 항만의 상주 인원은 장병과 가족을 포함해 7천5백여 명 정도가 될 것으로 예측하고 있다.
2011년 12월 31일, 대한민국 국회는 여야 합의로 제주 민·군복합항 관련 예산을 정부 원안인 1,327억원보다 1,278억원이 삭감된 49억원으로 의결했다. 대한민국 국방부는 2011년 집행되지 못한 예산 1084억원 등을 활용해 예정대로 공사를 진행하겠다고 밝혔다.
2015년 9월 16일 해군기지 부두가 준공되어 이지스함인 세종대왕함 등 시험 입항식을 거행하였으며, 2016년 2월 26일에 완공되었다.

## 배경
해군 기지의 필요성은 1993년에 처음으로 제기되었다. 대한민국 수출입 물량의 99.8%가 제주 남방해역을 지나기 때문에, 이 지역의 안전이 확보되어야 한다는 것이다. 당초 예정지는 강정항이 아닌, 화순항이었지만 화순 주민들과 환경단체들의 반대로 무산되고 다른 몇몇 마을이 해군 기지 유치를 희망하게 됐다. 이에 따라 결성된 '위미리 해군기지 추진위원회'에서는 해군기지가 특정지역으로 한정되는 듯한 인상을 주는 것을 막기 위해 중립적으로 '제주해군기지' 용어를 사용할 것을 당부하였으며, 아울러 추진위원회는 외부단체나 세력이 위미 지역의 유치활동에 개입하지 말 것, 지역 국회의원이나 도지사 후보를 비롯한 도의원 후보들이 적극적인 지원을 해 줄 것을 요구했다.
위미리 주민들의 움직임에 다른 지역도 유치위원회를 만들었고, 제주도 서귀포시 강정마을도 유치위원회를 만들어 유치 건의서를 제출했고, 2007년 6월 당국은 평가 끝에 강정마을에 해군기지를 건설할 것을 결정했다. 2008년 9월 국가정책조정회의에서는 사업을 국책사업으로 승격시켰다.
한편 일부 언론에서는 제주 해군기지가 미국을 대신하여 중화인민공화국과 맞설 '불침 항모'라고 강조하고 있다. 이들에 따르면 실명을 밝히기 거부한 몇몇 군사전문가들이 "중화인민공화국에 대한 견제로 제주도에 해군기지와 공군기지가 필요하다"는 것을 강조한다는 것이다. 만일 이어도에서 무력충돌이 일어날 경우 현재 해군 작전사령부인 부산에서 이어도까지는 481km에 달하는데, 이는 중화인민공화국의 287km보다 훨씬 길지만, 만약 제주도에 해군기지가 들어서면 불과 174km로 그 거리를 줄일 수 있다고 주장한다.
일부 익명의 국제관계전문가들과 군사전문가들은 "중화인민공화국과 일본은 이어도와 독도를 분쟁지역으로 만들어 자국의 이익을 키우려는데, 우리끼리 모여 평화, 평화 읊는다고 평화가 오는 것은 아니다"고 주장한다. 익명의 전문가들은 2001년 한중어업협정이 이어도 주변 해역을 공동수역으로 설정한 것이 문제라고 주장하기도 한다.

### 구럼비
구럼비/구엄비 : ‘구엄비’는 강정동 2731번지부터 4670번지까지의 논이 있는 곳을 말하며, 지금은 ‘구럼비’라고 부르고 있다. 구럼비를 ‘큰구럼비’, ‘조근구럼비’, ‘개구럼비’로 지역을 구분하고 있는데, ‘큰구럼비’는 강정동 2731번지에, ‘조근구럼비’는 강정동 4670번지에 있으며, 개구럼비는 강정동 서쪽 해안가에 있다.
이름 : 현재의 ‘구럼비’는 지명은 구엄→구엄부→구럼비로 변형되어 불리게 된 것이다. ‘구럼비’는 그 옛날 해안가를 중심으로 초가로 된 아홉 채의 작은 암자들이 있어서 ‘구럼비/구암비’라 불리기도 하였다고 하고, ‘구럼비낭’이 많이 있어 ‘구럼비’라고 하였다고도 한다.

## 진행

### 2007년
2007년 5월 14일 김태환 제주특별자치도 지사는 찬성하는 마을 주민들을 불러놓고 설명회를 연다. 그 근거로 제주해군기지 최우선 대상지로 선정·발표함으로써 평화를 빌미로 제주해군기지 건설을 저지하려는 수백명의 주민, 외부불순세력과 건설을 추진하는 측의 사이에 심한 갈등을 유발했다는 논란이 있다.

### 2011년
제18대 국회 국방위원회에서는 2011년 11월 9일 2012년 제주해군기지 예산 350억원을 삭감 한데 이어 2011년 12월 31일에는 與는 최소삭감을 野는 전액삭감을 주장하다 합의하여 제주 해군기지 2012년 건설예산 1327억원 중 1278억원을 삭감하였고, 민국복합형 관광미항 주변지역 발전사업 422억원 중 399억원을 삭감하였다. 이에 민주통합당 제주도당은 해군기지 건설 자체의 부당성을 내세운 논리로 얻어낸 성과라고 자평했다.

### 2012년
2012년 3월 6일, 서귀포 경찰서는 구럼비 바위를 폭파하는데 필요한 화약류의 사용을 허가 하였으며, 대한민국 해군 측은 최대 5개월에 걸쳐 발파 작업을 진행할 예정이다. 전날인 3월 5일에 제주도지사와 도의회 의장, 새누리당 제주도당과 민주통합당 제주도당은 해군기지 건설 공사의 일시적 중단 및 재검토를 촉구하는 기자회견을 가졌으나, 대한민국 국방부와 그 뒤를 이어 대한민국 국무총리실은 그 요구를 거부하였다. 기자회견에 대해, 통합진보당 제주도당은 늦었지만 우선 환영한다는 의사를 밝혔으나, 진보신당 제주도당은 공사 중단이 아닌 공사 유보를 구걸하는 것이라며 거세게 비판하였다.
2012년 3월 23일 제주도와 국방부는 국방부가 한국해양대에 의뢰하여 진행한 시뮬레이션 결과가 맞는지 확인하는 재검증에 제주도가 참여하는데 합의하였다.

#### 대법원의 해군기지 건설 적법 판결
2012년 7월 5일 대법원 전원합의체(주심 민일영 대법관)는 강정마을 회장 강동균(당시 55세) 등 438명이 국방부 장관을 상대로 낸 국방·군사시설사업실시계획승인처분무효확인 등 소송에서 원고 일부 승소 판결한 원심 중 피고 패소부분을 파기하고 사건을 서울고등법원으로 돌려보냈다. 정부와 강정마을 주민들간 물리적 충돌이 벌어지는 등 많은 갈등을 빚었던 제주해군기지 건설은 예정대로 진행되게 된다.

## 논란

### 환경파괴 논란

#### 배경
서귀포 일대에는 범섬, 문섬 등 연안 무인도 바닷속을 중심으로 연산호 군락지가 형성이 되어 있으며, 이를 중심으로 다양한 남방계 생물이 다수 출현·서식하고 있다. 문화재청은 2000년에는 문섬·범섬 일대 9.19km2를 천연보호구역(천연기념물 제421호)으로 지정 하였으며, 2004년 12월에는 송악산·서귀포 해역의 연산호 군락지 90.1km2를 묶어 천연기념물 제442호로 지정하였다. 해군기지 건설부지인 구럼비 해안은 범섬과는 직선 거리로 약 3km, 수중 연산호 군락지 경계와는 약 1.7km 떨어져 있어 천연보호구역 및 생물권보전지역이 아니다.

#### 양측의 해석
건설을 추진하는 해군은 구럼비 해안이 천연보호구역 및 생물권보전지역에 해당하지 않으므로 건설이 자유로운, 생태학적 가치가 상대적으로 낮은 지역이라는 입장이다. 또한 보호가치가 있는 연산호가 간헐적으로는 있지만 군락은 없다고 주장하고있다. 반면 반대측인 환경단체에서는 2009년 2월 9~25일에 걸쳐 시행된 찬반 양측 공동 생태조사의 결과, 예정지와 매우 인접한 강정등대 및 기차 바위 주변 해역에서 연산호 군락이 발견되었고, 이는 실질적인 보호구역의 범주에 포함되는 것이라 보고있다. 또한 구럼비 해안이 유네스코 생물권보전지역에서 제외된 이유는 만약 지정될 경우 인근 수역에서 해녀들이 이후 물질을 못하게 되는 상황을 우려하여 지정을 반대했고 이 사정을 유네스코에서도 고려했다고 한다.

#### 지질학적 가치의 평가
건설 반대측은 구럼비 바위가 길이 1.2km, 너비 150m에 달하는 보기 드문 거대한 단일 용암너럭바위로서, 용천수가 솟아나 국내 유일의 바위 습지를 형성하고 있어 매우 보전가치가 높다고 주장한다. 제주시에서는 강정지역을 절대보전지역으로 지정하였지만, 해군기지 건설을 위해 2009년 마을 일대 10만제곱미터 부지를 절대보전지역에서 해제하였다. (이와 관련해 2018년 제주도의회는 일방적인 구럼비 지역의 절대보전지역 해제 내용을 담은 동의안을 가결처리한 것을 공식적으로 사과한 바 있다.) 반면 건설 찬성입장의 국방부 측은 2009년 문화재청 조사 결과 이러한 지형은 제주해안 전체에 산재(散在)된 흔한 지형으로서 보전가치가 크지 않다는 입장이다.

### 건설반대 시위

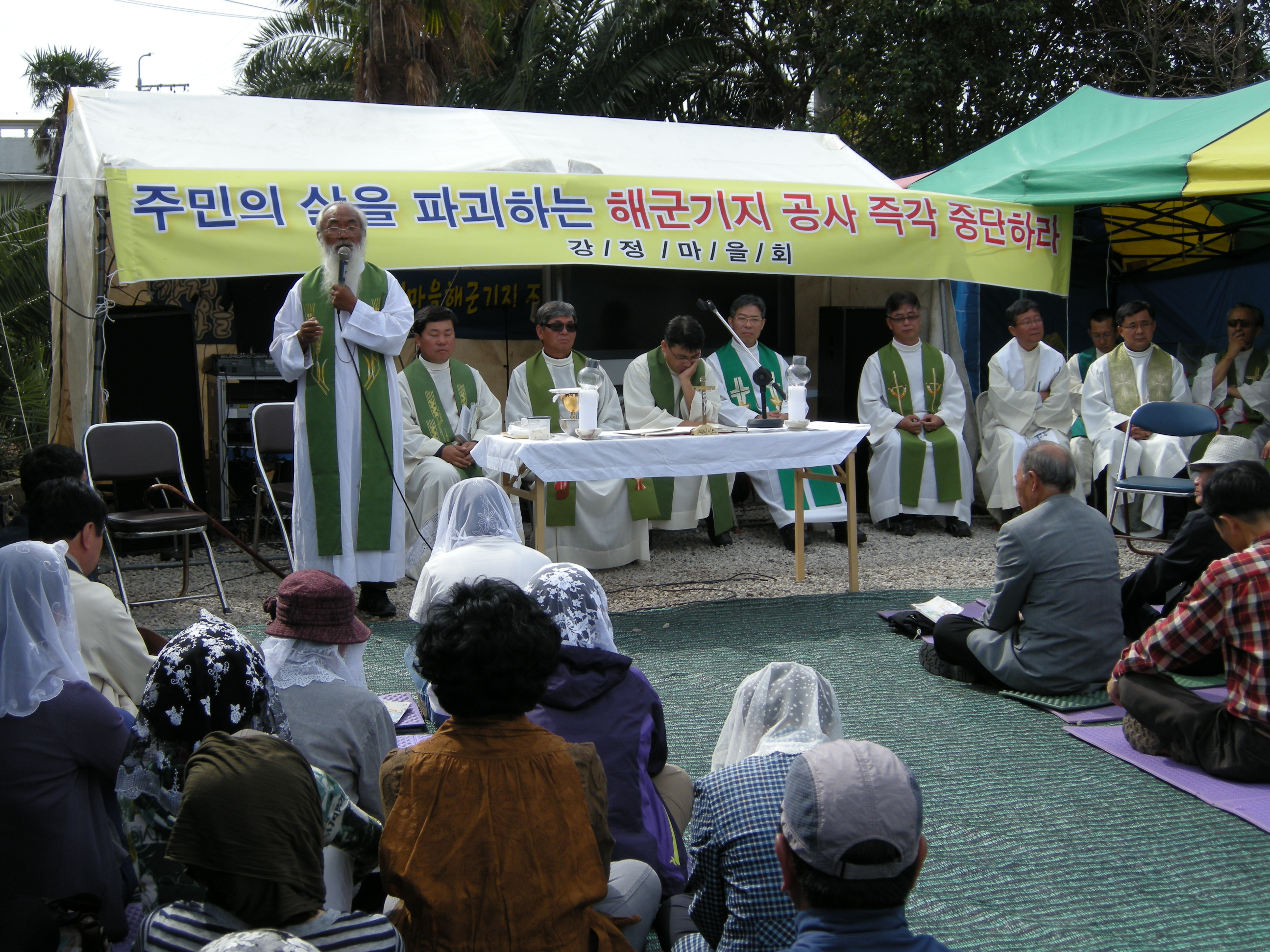
제주 해군기지에 반대하는 강정마을 주민들의 정기 아침미사

건설 반대측인 환경단체들은 2006년부터 화순에서 해군기지 반대 운동을 전개했으며, 위미리 해군기지 추진위원회에서도 마찬가지였다. 현재에도 민군복합형 관광미항을 반대하고 있다.
2012년, 제주해군기지 공사현장에서 해상 시위를 하던 시민활동가와 주민 등 5명이 연행되었다. 2012년 1월 26일 오후 1시경 해군이 바지선을 이용해 테트라포드 이설작업을 하려하자 카약을 타고 나가 공사를 저지한 혐의를 받고있다. 주민들은 항만 개발과 관련해 주민 동의를 구하는 절차를 다시 할 때까지 공사를 중단하기로 했는데, 공사를 강행하고 있다고 주장하였고 이에 대해 해군은 공사 진행여부는 제주도와 이미 협의된 사항이며 강정마을회와 어촌계에도 작업을 공지했다고 밝혔다.
2012년 4월 24일 오전 10경 서귀포시 강정동 해군기지 사업단 출입구 앞에서 50대 남성 1명이 공사차량의 공사장 진입을 저지하다 이를 제지하는 경찰관의 뺨을 1회 폭행한 혐의로 연행되었다.
지난 2019년 경찰청은 제주 해군기지 유치 및 결정 과정에서 주민 의견 수렴이 제대로 이뤄지지 않았고 국가기관이 반대 측 주민과 활동가에 대해 폭행, 폭언, 종교행사 방해 등 인권침해 행위를 했다는 조사 결과를 내놓았다. 이에 제주도의회는 반대 주민들에 사과하며, 해군과 경찰 등이 자행한 부당한 행정행위에 대해 정부와 제주도가 인권침해 여부를 조사하기를 촉구하였지만, 진상조사는 제대로 이뤄지지 않고 있다.
해군기지 반대 운동을 하다 696명의 주민과 활동가들이 경찰에 연행되었고, 그중 총 463명이 기소된 바 있다. 이중 212명은 아직도 사면, 복권이 되지 않았다.

### 구상권 청구
2016년 해군은 공사 지연에 책임을 물어 전 강정마을회장 등 마을주민을 포함한 116명과 강정마을회·평화와 통일을 여는 사람들 등 5개 단체를 상대로 34억 4800여만원의 손해배상 청구하였다. 이는 공사 지연 피해를 건설사 삼성물산에서 해군에게 청구한 것의 일부를 반대시위한 국민에게 떠넘긴 것으로 2017년 취하되었다.

### 제주도와 강정마을 입장의 차이
강정마을회는 대한민국 국방부가 토지를 강제로 수용하지 않겠다고 했으나 이를 무시하고 2010년 7월 반대하는 주민들의 토지를 강제로 수용했다고 비판했다.
또한 강정마을회는 대한민국 해군이 공탁금을 가져가지 않으면 양도소득세의 10%가 붙는다고 협박했다고 주장했고 이에 대하여 대한민국 해군을 주민들에 대한 명예훼손과 협박죄로 고소 및 고발이 가능한지 검토하겠다고 하였다. 또한 애초부터 비공개 임시총회를 거쳐 개발 찬성파 80여명만이 참여한 회의에서 만장일치로 개발 동의를 얻은 것 부터 비민주적인 행동이라고 비판했다.
2010년 11월 15일, 우근민 제주도지사는 서귀포시 대천동 강정마을에 들어설 예정인 제주해군기지(민군복합형 관광미항) 건설을 수용하겠다고 밝혔다. 우 지사는 이날 제주도의회 본회의 시정연설에서 “제주도와 의회, 강정마을 등의 의견수렴을 거쳐 지역발전계획안을 정부에 제안하면 행정안전부가 ‘적극적으로 지원하겠다’는 약속을 받았다”며 이같이 밝혔다. 그동안 우 지사는 전임 김태환 지사가 확정한 해군기지 건설방안을 반대해왔다.

### 설계에 대한 논란
해군측은 민군복합형관광미항으로 건설한다고 밝혔는데, 현재의 설계에서 크루즈선의 입항이 쉬운지에 대한 논란이 있다. 해상교통안전법에 규정된 풍속에도 미달하는 풍속을 기준으로 설계한 것으로 밝혀졌다 해군측은 당시 법령이 시행되지 않아 설계상에 법적 하자는 없다고 밝혔다. 국회는 2011년 10월 소위원회를 구성하여 정부가 주장한 15만톤 크루즈선 동시 접안이 가능한지에 대해 검증하기로 하였다. 또한 민간의 대형 크루즈선이 정박한 상태에서는 군함의 입출입도 어렵다는 주장이 있다. 기술검증위는 현재 설계에서 운항이 가능한지 시뮬레이션을 할 것을 권고했다  하지만 2012년 총리실은 본격적인 공사에 앞서 진행된 민군복합항의 주요 요건이었던 '15만 톤 크루즈 선박 입출항 검증위원회'의 검증 결과를 조작하기도 했다. 공사 과정에서 해군과 시공사 등은 오탁방지막 등 해양 환경오염을 막기 위한 최소한의 시설조차 설치하지 않고 공사를 진행해 제주도정으로부터 수차례의 공사중단 통지를 받기도 했다.

### 무허가 선박에 대한 논란
공사를 맡은 삼성물산이 선박검사를 받지 않은 바지선인 플로팅독을 운행한 것이 밝혀져 논란이 됐다. 국토해양부가 검사가 될때까지 운행을 중단하라는 명령을 내렸다.
삼성물산은 제주 해경에 입건되었다. 5월달에 선박 검사를 받아 플로팅독의 운용이 26일 재개되었다.

## 주요인사의 반응

### 노무현
노무현 전 대통령은 2007년 제주도에서 “어려운 여건 속에서도 해군기지 유치의 결단을 내려준 제주 특별자치도 도민과 서귀포시 강정마을 주민들에 대해서 감사하게 생각한다”고 말했다. 당시 제주도 지사 김태환은 노무현 대통령의 방문 후에 이같은 사실을 공표하고 “노 대통령은 제주 지역 주민과 가진 간담회 석상에서 해군기지와 관련한 말씀을 빠뜨렸다면서 제주도민과 대천동 강정마을 주민들이 중요한 결단을 내려준 것에 대해 감사하게 생각한다고 말했다”고 전했다. 또한, 제주해군기지 건설을 둘러싼 논란에 대해 무장없이 평화가 유지되지 않는다며 해군기지 건설의 당위성을 강조했다. 그러면서 "평화의 땅에도 비무장은 없다"며 제주해군기지건설은 불가피하다는 입장을 밝혔다. 그는 다시한번 제주해군기지 건설과 관련“제주도민들이 해군기지유치를 결정해준 데 대해 감사하다”며 “해군기지를 세계에서 가장 아름다운 항구로 만들어 나가겠다”고 말했다. 제4회 제주평화포럼 개막식 후 제주지역 주요인사와 가진 오찬 간담회에서 "제주해군기지는 예방적 군사기지라고 볼 수 있는데 국방력 없이는 사회를 유지할 수 없으므로 너그럽게 봐달라"고 요청했다.

### 이명박
이명박 전 대통령은 2012년 2월 22일 '취임 4주년 특별기자회견'에서 한·미 자유무역협정(FTA), 제주 해군기지 건설 등에 대해 "국가미래와 경제발전·안보를 위해 올바른 결정이었다"면서 민주통합당의 '말 바꾸기'행태를 정면 비판했다. 이어서 "지금 반대하는 분들 대부분이 그때 (전 정부때) 두 가지 사항을 매우 적극적이고 긍정적으로 지지했던 분들이라서 안타깝다"며 민주당 한명숙 대표 등이 이를 적극 찬성했던 발언을 일일이 소개하기도 했다.

### 이해찬
이해찬 전 국무총리는 2007년 7월 23일 제주에서 열린 기자회견에서 "제주해군기지 논의가 미군기지 또는 미국의 미사일 방어(MD) 체제와 연관됐다는 식의 왜곡된 시각이 있다"며 "제주가 평화의 섬이라는 이유로 군사기지 건설이 안 된다는 것은 말이 안 된다"고 했다.

### 유시민
유시민 전 보건복지부 장관은 대통합민주신당 대선 예비후보 당시인 2007년 8월 26일, 강연회에서 제주 해군기지 문제에 대해 "평화의 섬과 해군기지가 대양의 평화를 지키는 전진기지가 되는 것은 모순이 아니다"라는 발언과 함께 적극 찬성 입장을 밝혔다. 반면 통합진보당 공동대표를 맡은 2012년에는 "먼저 지금 진행되는 공사는 중단돼야 한다"며 "그 다음 새로운 해군기지 건설이 필요한지 논의해야 한다"는 건설 중단 당론을 옹호했다. 이후 이명박대통령의 이러한 입장 변화 지적에 대해 해군기지가 "필요 없다는 게 아니라, 강정마을에 하는 것을 그냥 밀어붙일 논거가 없어졌다"며 해군기지의 건설 논거는 인정하되, 반대여론 수렴과 건설지역의 재검토가 필요하다는 의견으로 선회한 것임을 밝혔다.

## 편성
국방부는 2015년 12월에 완공될 것으로 여기고 같은 달 1일에 기지전대가 창설하고, 제93잠수함전대와 제7기동전단 예하 2개 전대가 22일에 이전을 완료했다. 기지는 총 4,000명이 근무할 수 있는 규모이다.
- 기지전대, 약 500~600명, 2015년 12월 1일 창설[51]
- 제71기동전대 2015년 12월 22일 이전 완료
- 제72기동전대 2015년 12월 22일 이전 완료
- 제93잠수함전대 2015년 12월 22일 이전 완료

## 같이 보기
- 대한민국 해군
- 강정항 (서귀포시)
- 앤지 젤터